# 巴黎第十一大学
巴黎南大学（法語：Université Paris-Sud），俗称巴黎第十一大学（法語：Paris-XI），是法国法兰西岛大区曾经的综合性公立大学。其校训的非官方中文翻译为"同究天理，共筑未来"。（""）。其校园主要分布于埃松省（Essonne），上塞纳省（Hauts-de-Seine）和瓦勒德马恩省（Val-de-Marne），主要位在巴黎西南方郊区。原巴黎大学理学院的orsay实验室的继承者，现在是法国顶尖的研究型公立大学之一。

## 历史
学校成立于1991年。
根据2019年11月5日颁布的法案，2020年1月1日起，学校将完全整合入地位转为实验性机构的巴黎-萨克雷大学中。

## 校區

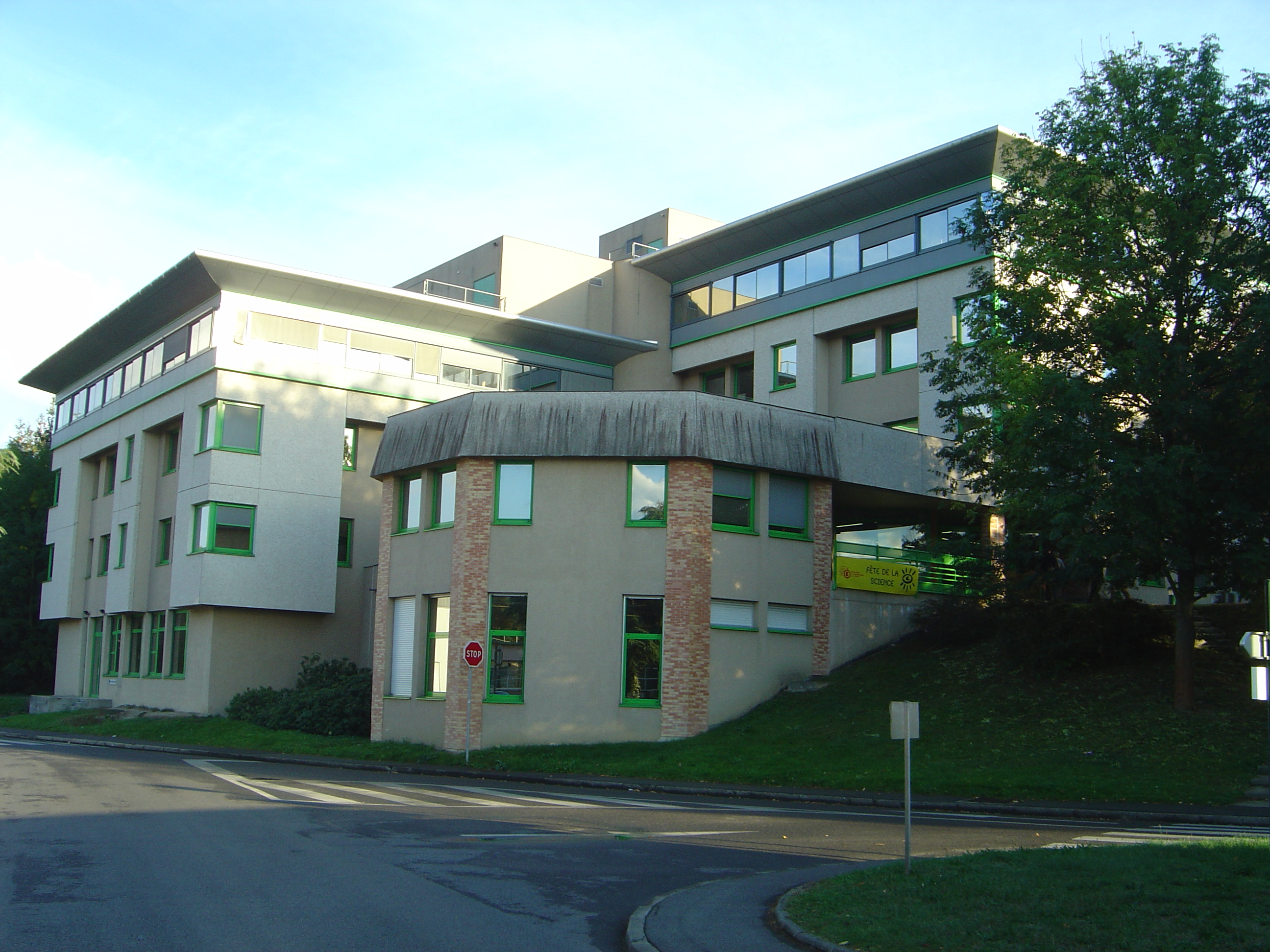
巴黎第十一大学的天体物理楼

巴黎十一大是一所综合性大学，内设127所实验和研究机构，5所教育和研究机构（UFR），3所大学科技学院（IUT）和一所工程师学院。大学拥有多个校区，各自分布于巴黎市郊的：安东尼（Antony）、伊韦特河畔比尔（Bures-sur-Yvette）、卡尚（Cachan）、沙特奈马拉布里（Châtenay-Malabry）、克拉马（Clamart）、让蒂伊（Gentilly）、伊韦特河畔日夫（Gif-sur-Yvette）、勒克雷姆兰-比塞特尔（Le Kremlin-Bicêtre）、奧賽（Orsay）、勒普莱西罗班松（Le Plessis-Robinson）、萨克雷（Saclay）、索镇（Sceaux）、莱叙利斯（Les Ulis）和维勒瑞夫（Villejuif）。其奥赛校区亦是法国国家植物园之一。

## 學術成就
巴黎第十一大学是法国最富声誉的大学之一，尤其是在自然科学领域。在2018年上海交通大学的世界大学排名 （页面存档备份，存于）中，巴黎第十一大学在法国名列第二，世界名列第42。历年ARWU排名中，巴黎第十一大学及其主要竞争对手巴黎第六大学一直占据第1～2名。在物理学与数学方面，该校的表现格外杰出。在2018年上海交通大学的世界大学排名 （页面存档备份，存于）中，数学名列世界第2，物理名列世界第10。最近连续3届（2002，2006，2010）都有菲尔兹奖获得者。巴黎第十一大学一贯以严谨的学风和高水平的教学闻名，在法国国立大学系统中首屈一指。

## 知名校友
- 皮埃爾-吉勒·德熱納（2001年諾貝爾物理獎得主）
- 阿尔贝·费尔（2007年諾貝爾物理獎得主）
- 讓-克里斯托夫·約科茲（1994年費爾茲獎得主）
- 洛朗·拉福格（2002年費爾茲獎得主）
- 文德林·維爾納（2006年費爾茲獎得主）
- 吳寶珠（2010年費爾茲獎得主）
- 讓-馬克·方丹
- 亨利·鮑里斯·卡根（Henri Kagan）
- 讓-迪迪埃·文森特（Jean-Didier Vincent）
- 貝特朗·塞爾萊（Bertrand Serlet），曾任職於蘋果公司，擔任軟體工程資深副總裁
- 阿茲拉·庫雷希（2002年學術界棕櫚葉勳章）

## 统计

### 学生数量（2006-2007学年）
接近27000名学生，其中：
- 6800名注册学士学位以及4500名注册硕士学位（法国新学制）
- 2600名博士
- 600名注册工程师学位
- 4500名来自于125个国家的外国学生
- 3200名再深造的实习生

### 相关职员
- 3000名教-研人员和研究员
- 3200名工程师，技术员和行政人员
- 80名图书管理人员